# Castillo de Dublín

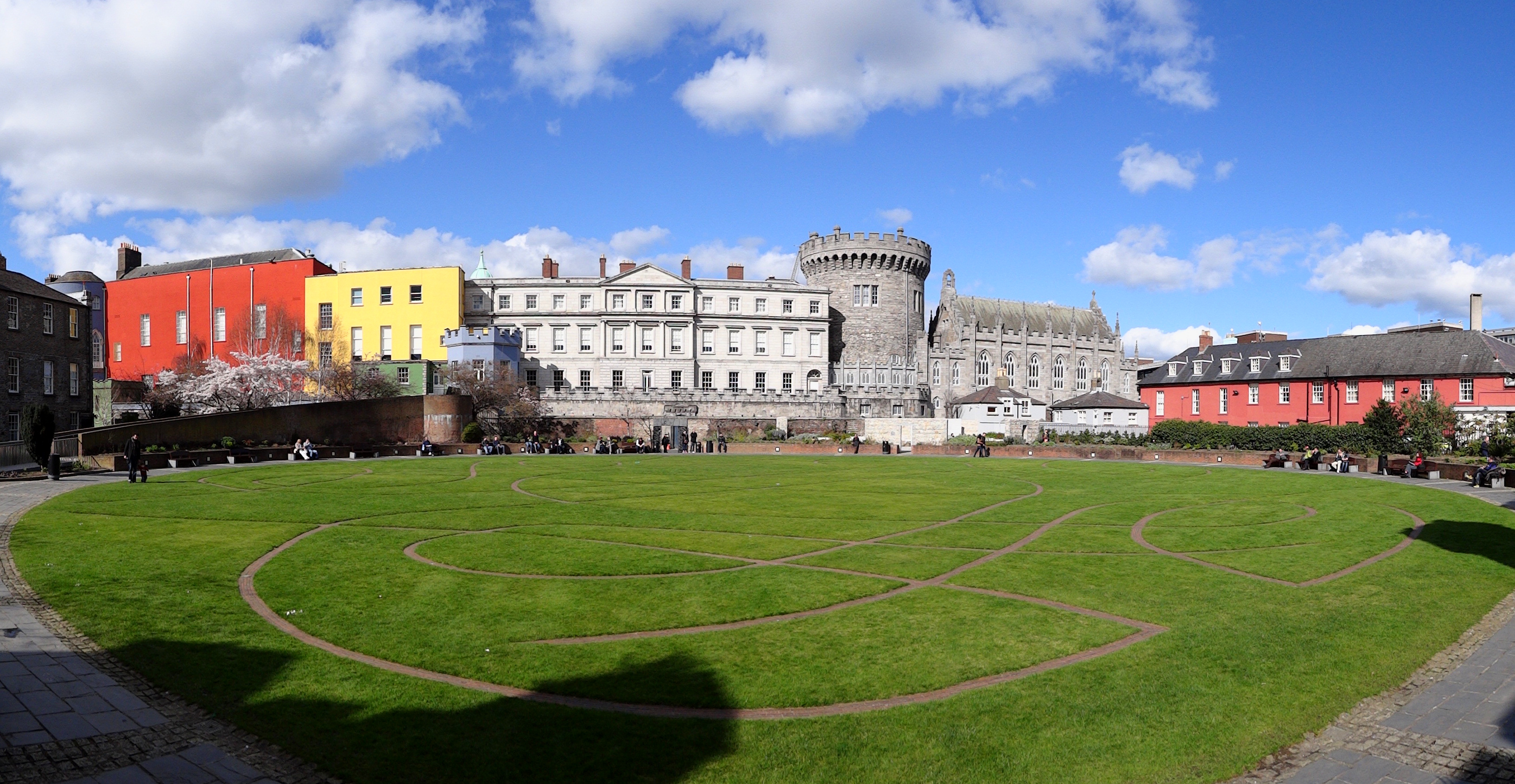
El castillo de Dublín, visto desde el parque, hacia el sur, fuera de los muros

El Castillo de Dublín en Dublín, República de Irlanda, fue la sede del Gobierno británico en Irlanda hasta 1922. Gran parte del edificio data del Siglo XVIII, aunque desde los días del rey Juan, el primer Señor de Irlanda, hubo un castillo en pie en el lugar.
Durante el Señorío de Irlanda (1171-1541), sirvió como sede del gobierno británico en Irlanda, así como durante el Reino de Irlanda (1541-1800) y el Reino Unido de Gran Bretaña e Irlanda (1800-1922).
Sirvió para diversas finalidades a través de los siglos, y llegó a ser la primera y más importante Residencia Real, residiendo ahí el Lord Teniente de Irlanda o Virrey de Irlanda, el representante del monarca. Los Apartamentos del Virrey (ahora llamados los Apartamentos de Estado) siguen siendo uno de los sitios más espléndidos en Dublín, y ahí tiene lugar la inauguración del Presidente de Irlanda. El segundo al mando en la administración del Castillo de Dublín, el Jefe Secretario para Irlanda, también tiene sus oficinas ahí. A lo largo de los años, el parlamento y las cortes se reunían en él, antes de mudarse a sus nuevas sedes. También sirvió como guarnición militar.
Durante la ocupación británica de Irlanda, «Católico del castillo» fue un término peyorativo para los católicos que eran vistos como excesivamente amigables con la administración británica o que la apoyaban.
En 1907, robaron las Joyas de la Corona Irlandesa, que se encontraban en su interior. Fue un acontecimiento que alcanzó popularidad
Durante la Guerra Anglo-Irlandesa el Castillo era el nervio central del esfuerzo británico contra el separatismo irlandés. En la noche del Domingo Sangriento en 1920, dos oficiales del Ejército Republicano Irlandés y un amigo fueron asesinados, "mientras trataban de escapar", en el terreno del Castillo.
Dejó de ser usado para propósitos de gobierno cuando en 1922 nació el Estado Libre Irlandés. Sirvió por algunos años como sede de Tribunales de Justicia (las Cuatro Cortes, desaparecidas en 1922). Una vez que las cortes se mudaron, el Castillo de Dublín sirvió para ceremonias de Estado. Éamon de Valera, como Presidente del Consejo Ejecutivo, recibió en nombre del Rey Jorge V las credenciales de embajadores en Irlanda en la década de los treinta. En 1938 fue usado para la toma de posesión de Douglas Hyde como Presidente de Irlanda. Tomas de posesión de presidentes subsecuentes tuvieron lugar ahí en 1945, 1952, 1959, 1966, 1973, 1974, 1976, 1983, 1990 y 1997. El cadáver del Presidente Erskine Hamilton Childers fue exhibido en noviembre de 1974, al igual que el del expresidente Éamon de Valera, en septiembre de 1975.

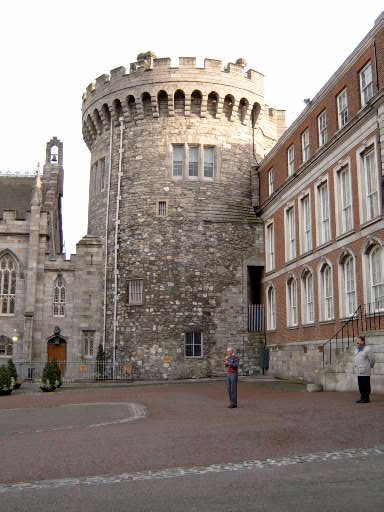
Una de las torres medievales supervivientes.
A la izquierda se encuentra la Capilla Real.

El Castillo es una atracción turística y, después de una importante remodelación, se utiliza también como centro de conferencias. Durante las presidencias de Irlanda de la Unión Europea, incluida más recientemente la primera mitad del 2004, fue el foro de varias reuniones del Consejo Europeo.
La cripta de la Capilla Real se emplea como centro de artes, y en el recinto del Castillo se celebran ocasionalmente conciertos. El complejo de edificios suele estar abierto al público, excepto durante las funciones oficiales. Dentro de las áreas abiertas para el público están el Salón de San Patricio, un gran salón de bailes en el que se realizan las tomas de posesión presidenciales, el Salón del Trono, conteniendo un trono del Rey Guillermo III, y los Apartamentos del Virrey. La última persona en quedarse en las habitaciones reales fue Margaret Thatcher, que pasó la noche con Dennis durante la reunión de 1979 del Consejo Europeo.
El Castillo de Dublín es mantenido actualmente por la Oficina de Obras Públicas y alberga las oficinas de los Comisionados de Impuestos.